# Apple Watch

Logo

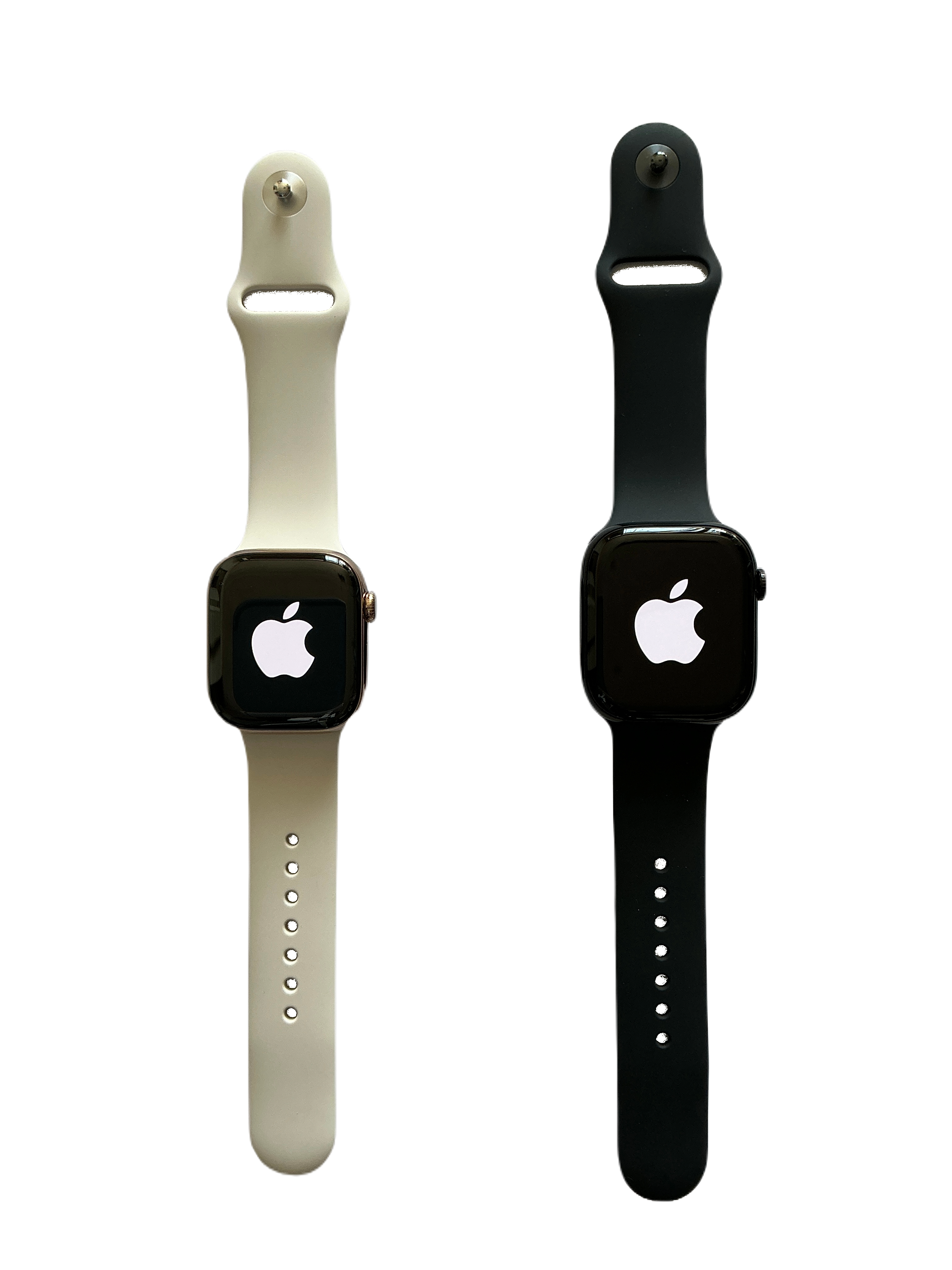
Apple Watch Series

Unter dem Namen Apple Watch vermarktet das US-amerikanische Unternehmen Apple eine Smartwatch-Modellreihe. Die erste Generation der Apple Watch wurde am 9. September 2014 im Rahmen einer öffentlichen Keynote vorgestellt und war seit dem 24. April 2015 erhältlich. Jährlich wird eine neue Apple Watch vorgestellt. Am 9. September 2024 wurde mit der Apple Watch Series 10 die aktuelle Generation vorgestellt. Mit dem Verkauf der Apple Watch wurde Apple zum weltgrößten Uhrenhersteller. 

## Funktionen und Technik

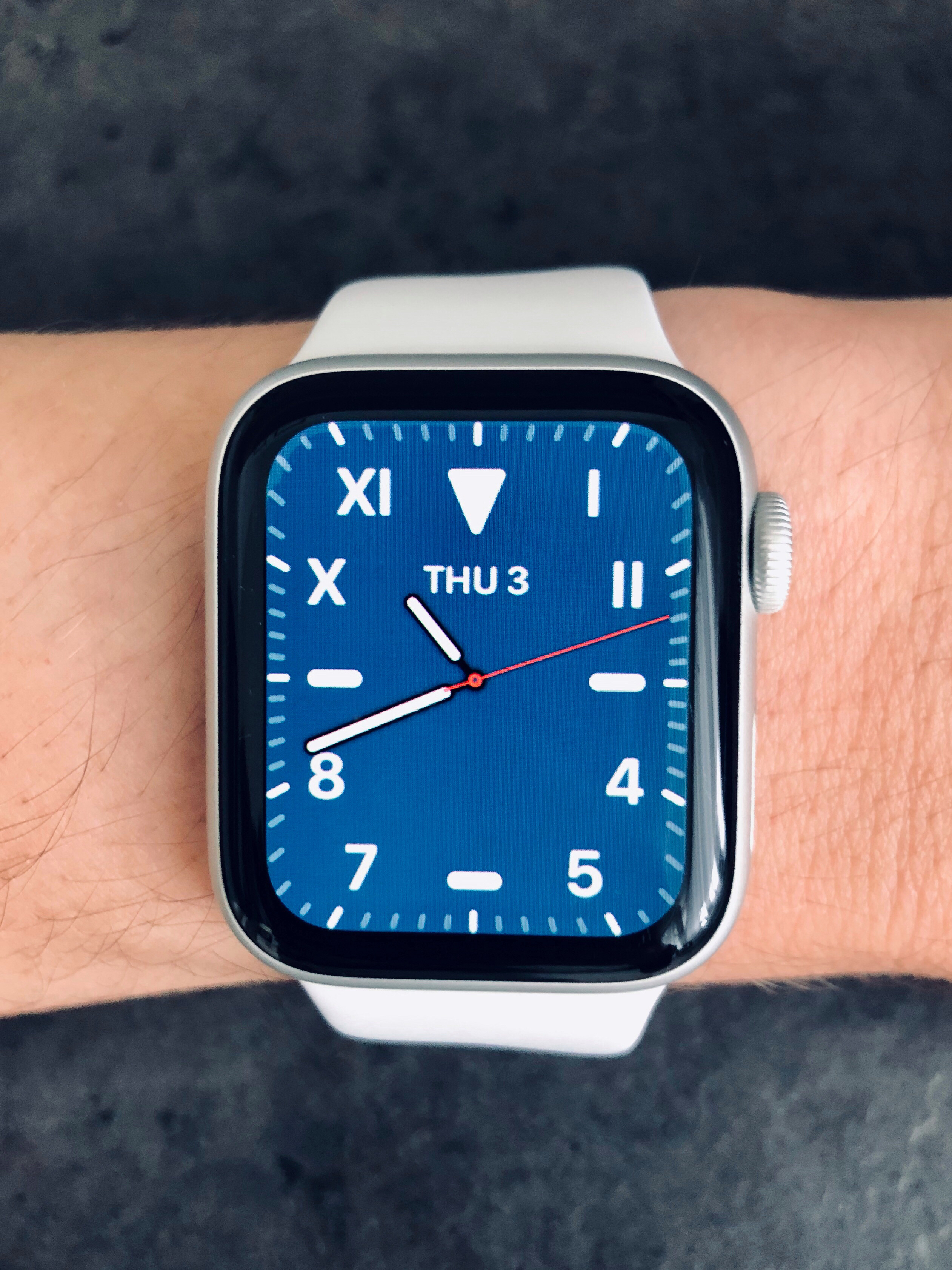
Apple Watch Series 4

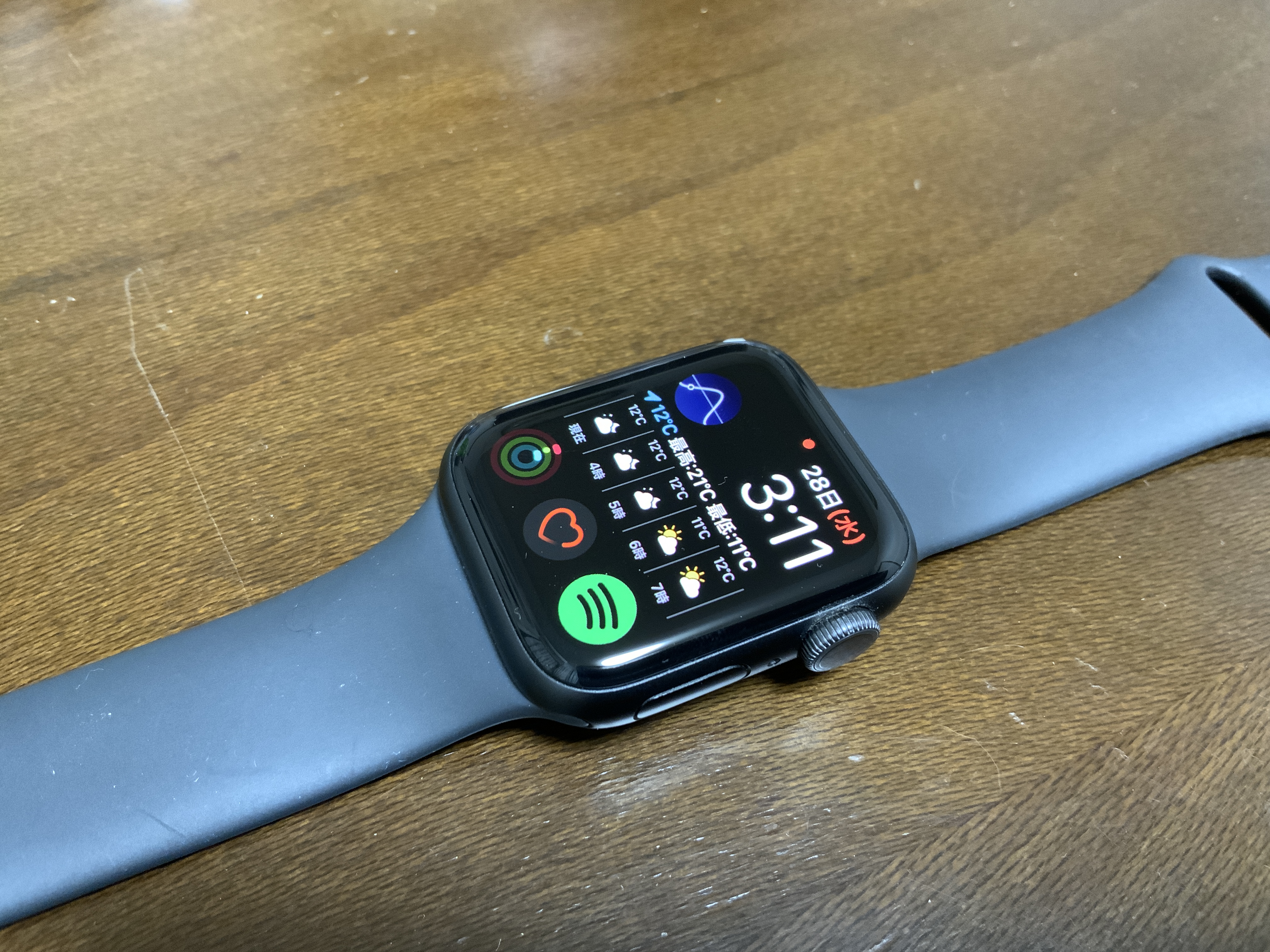
Apple Watch Series 5

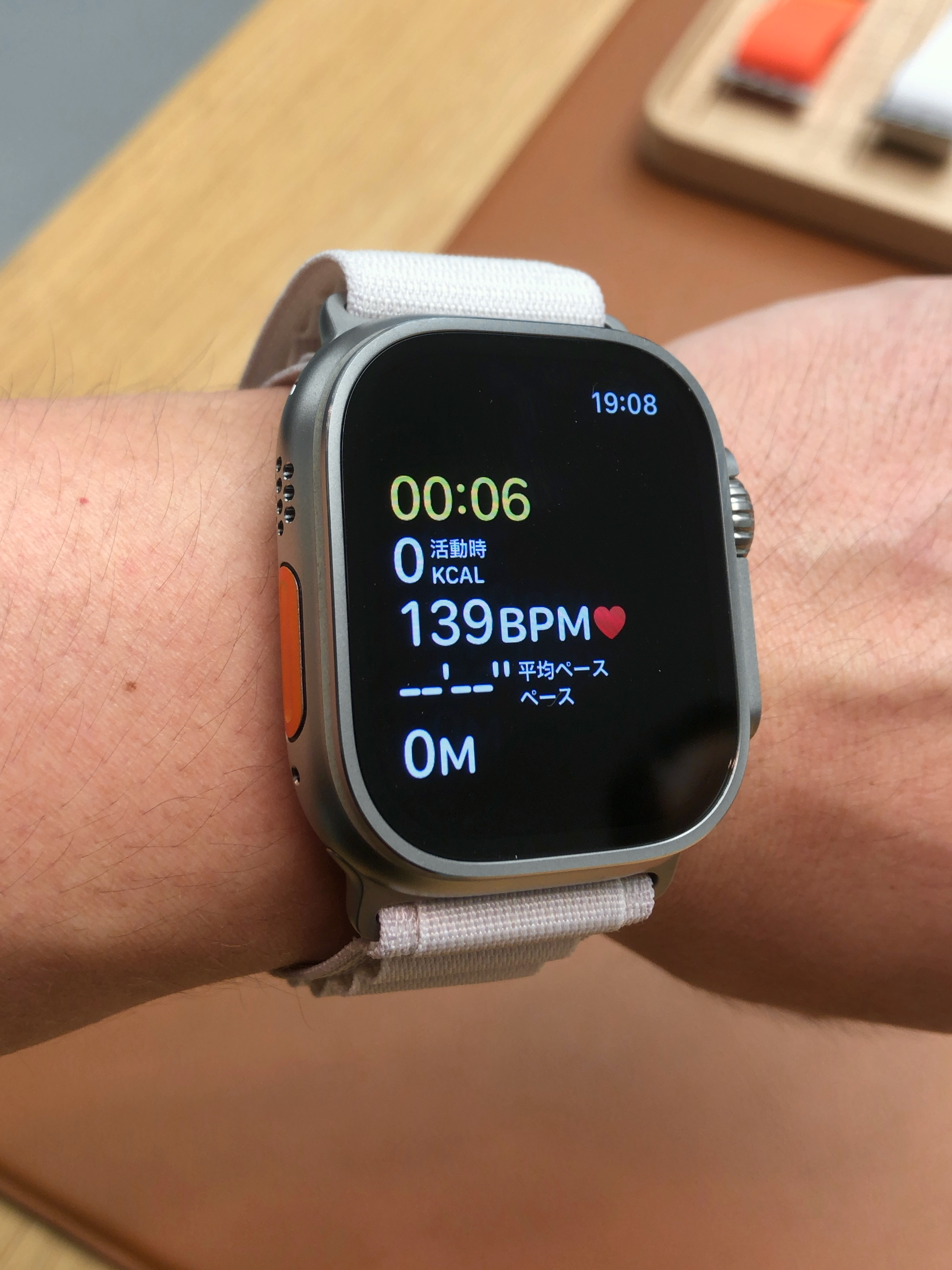
Apple Watch Ultra

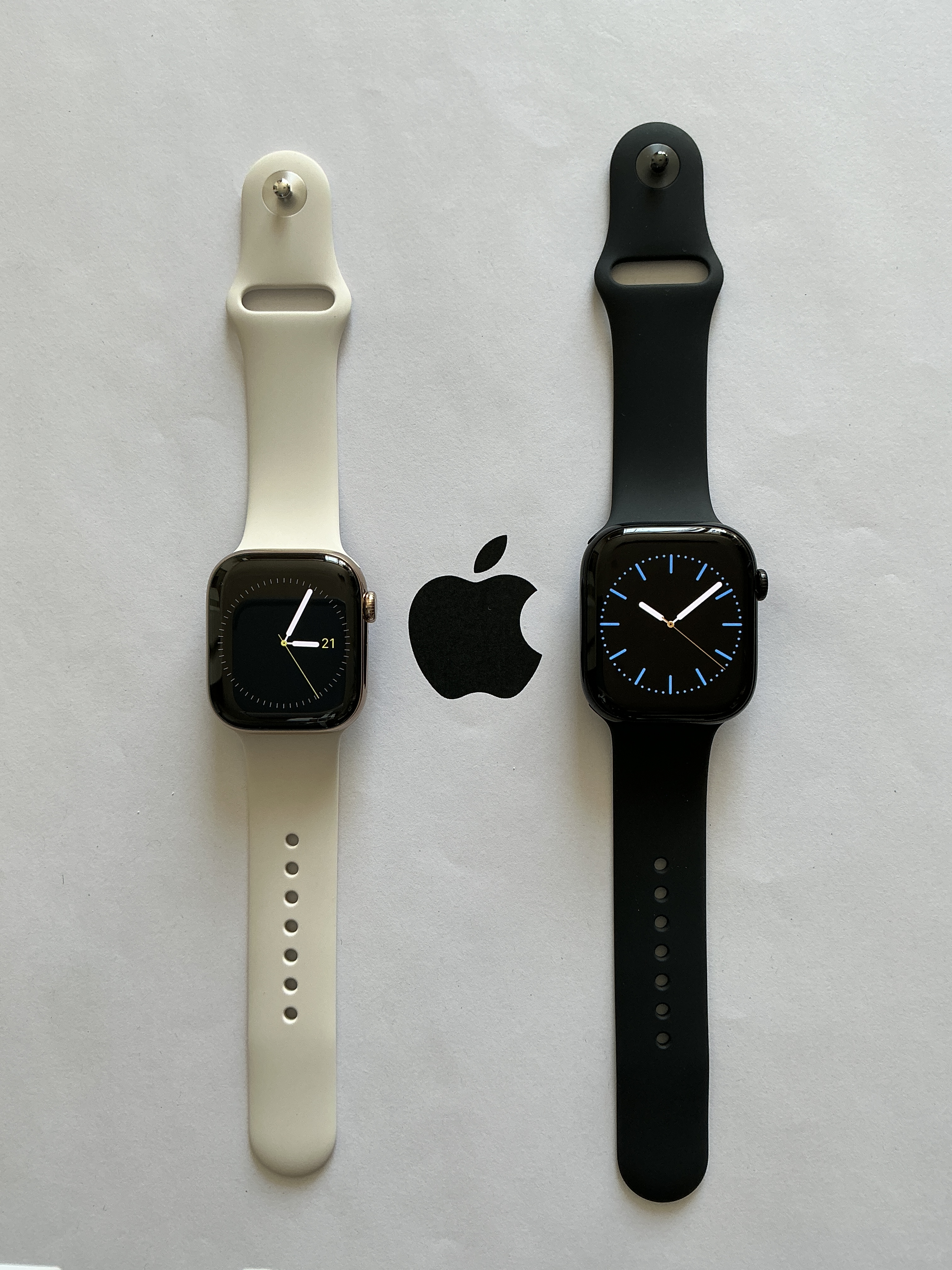
Apple Watch Series 10

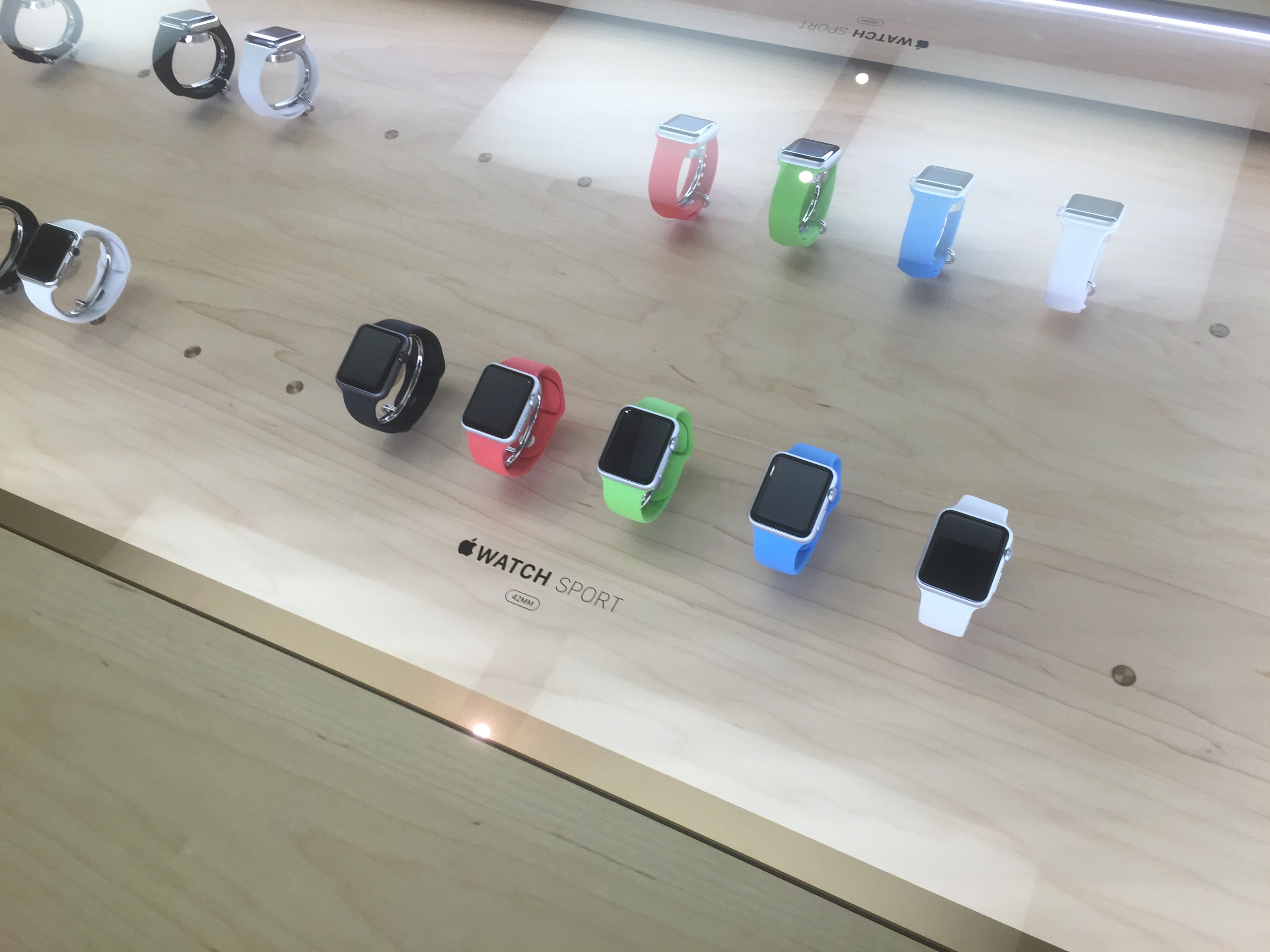
Apple Watch Sport in einem Apple Store

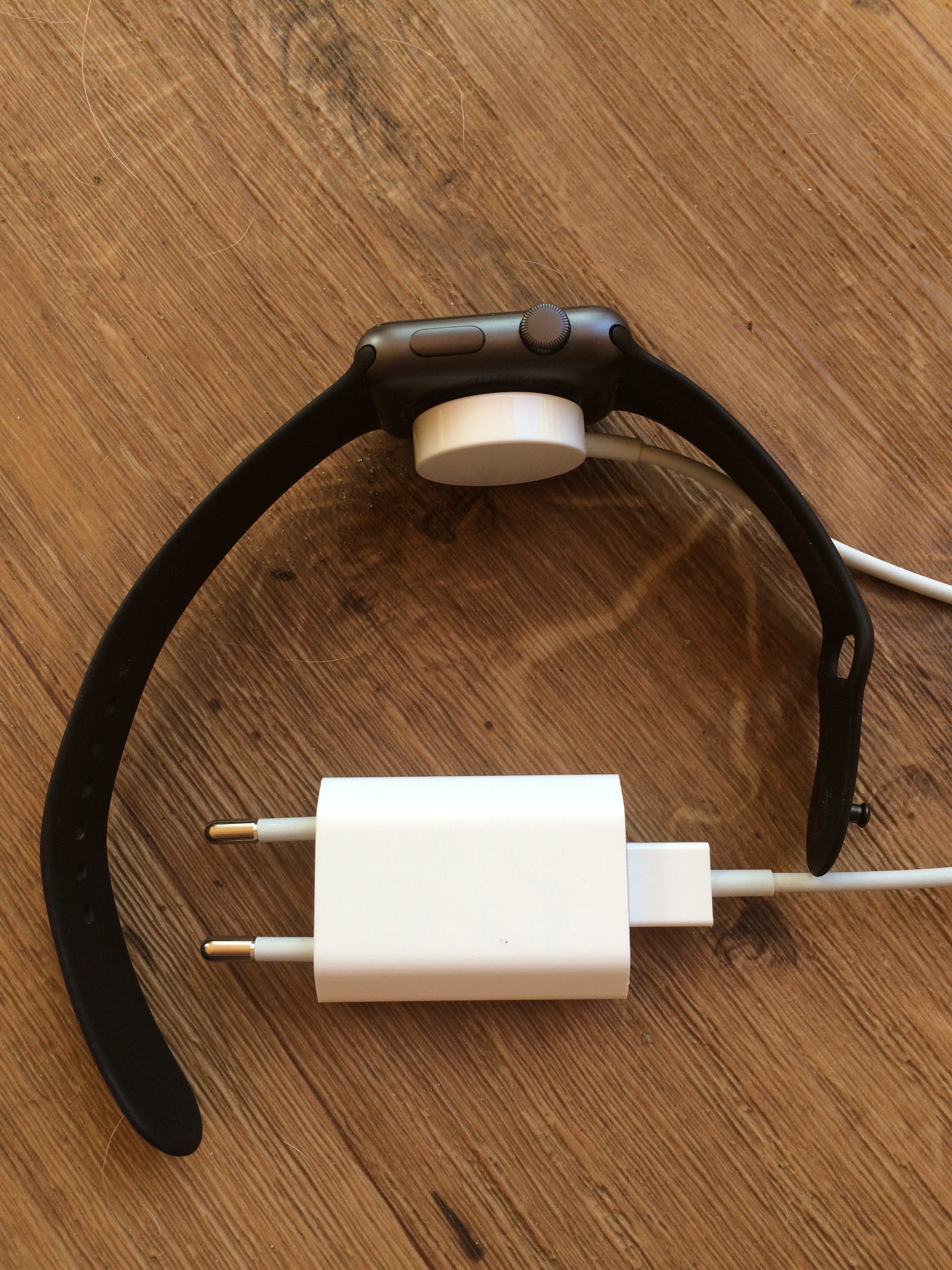
Apple Watch angeschlossen an das magnetische Ladekabel

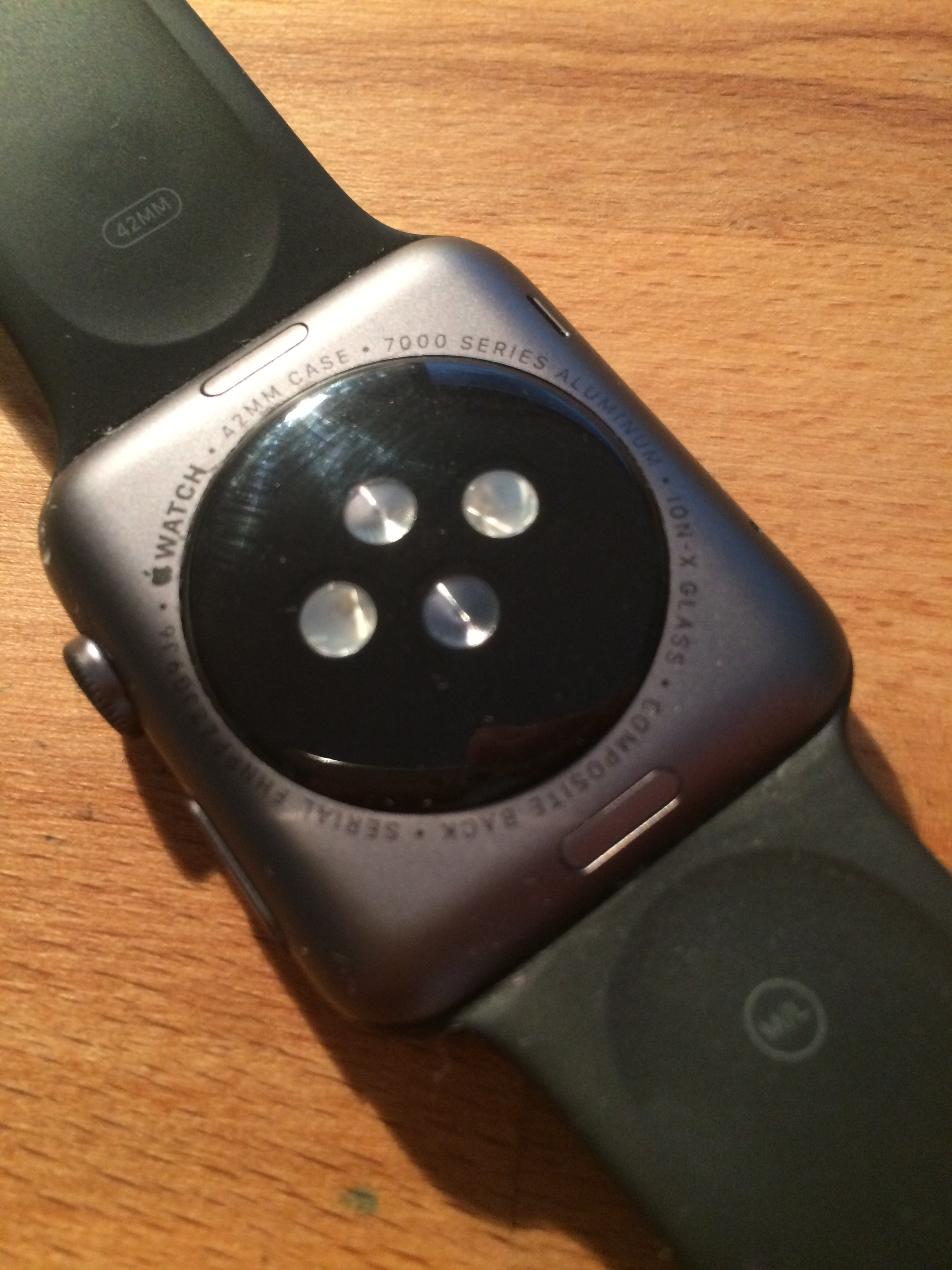
Rückseite der Apple Watch

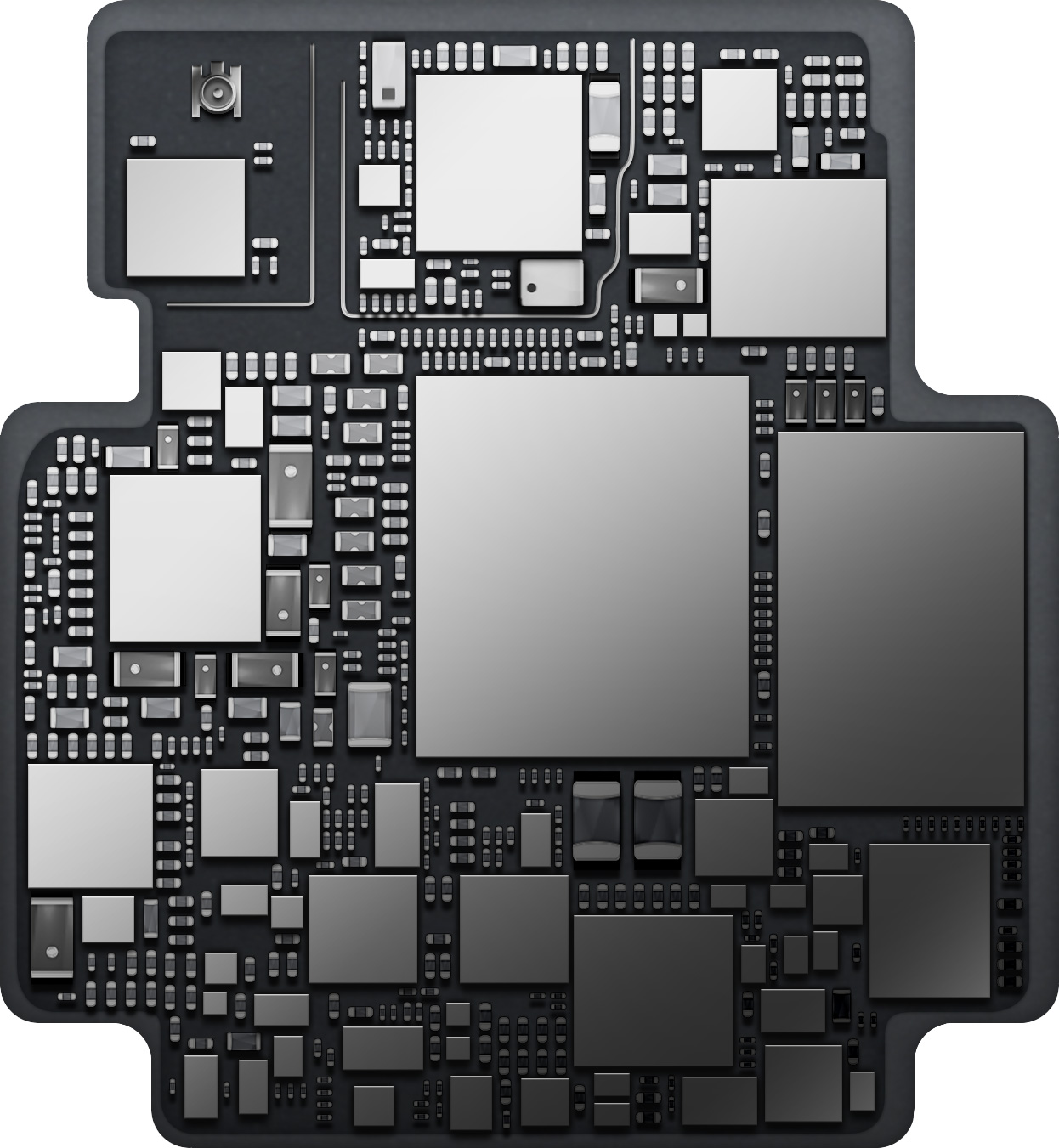
Innenleben der Apple Watch (Symbolgrafik)

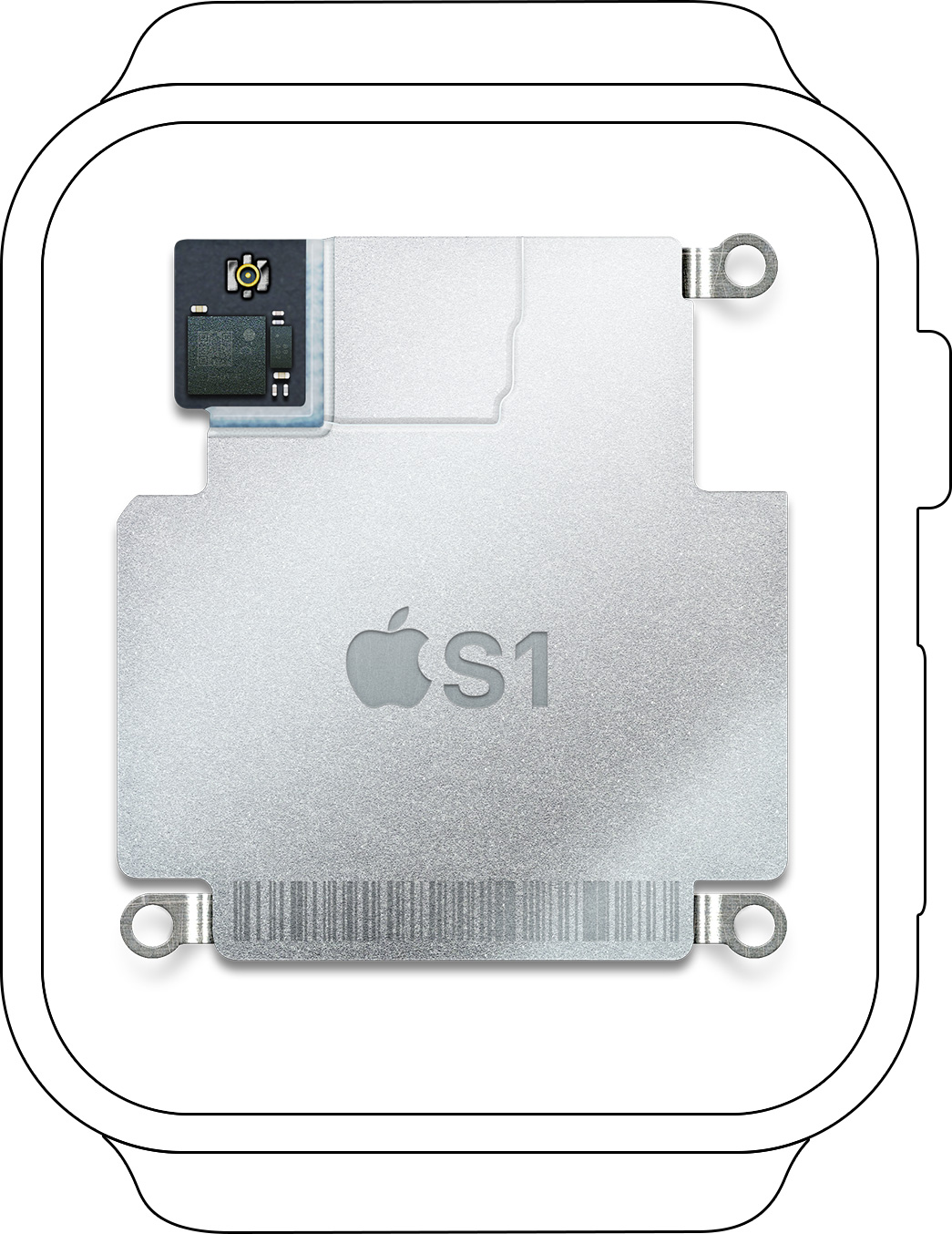
Darstellung des System-in-Package S1 im Gerät

Die Apple Watch hat Sensoren zur Messung der Herzfrequenz sowie einen Lage- und Beschleunigungssensor, der Bewegungen erkennt und so unter anderem für Fitnessapps zu nutzen ist. Sie kann unter anderem bevorstehende Termine oder eingehende Nachrichten anzeigen. Seit März 2015 unterstützen Apps für das iPhone von Drittanbietern im App Store auch die Apple Watch. Mit einem NFC-Chip wird Apple Pay unterstützt. Das Betriebssystem bezeichnet Apple seit der Vorstellung der Version 2.0 bei der WWDC 2015 am 8. Juni 2015 als watchOS, statt wie bisher als Watch OS.
Ab watchOS 2.0 sind auch Drittanbieter-Apps möglich, die ohne Verbindung zum iPhone funktionieren.
Die Bedienung erfolgt über Sprachsteuerung (Siri), über einen kapazitiven Touchscreen, der auch die Druckstärke erkennt (Force Touch vor watchOS 7), sowie über eine digitale Krone zum Scrollen und Zoomen. Die Krone kann gedrückt werden, um zum Startbildschirm zurückzukehren wie beim Home-Button im iPhone. Die Apple Watch Ultra verfügt über einen weiteren Knopf (Action Button), welcher mit ausgewählten Kurzbefehlen belegt werden kann.
Zudem enthält das Gerät einen Linearaktor für haptische Rückmeldungen. Dadurch kann die Apple Watch beispielsweise mit dem Kartendienst Maps Wegrichtungen in Form unterschiedlicher Vibrationsarten wiedergeben.
Als SiP kam anfangs Apple S1 zum Einsatz. Die Apple Watch hat ein WLAN-Modul sowie Bluetooth.
In der 1. Generation wurde auf den GPS-Empfänger des gekoppelten iPhone zurückgegriffen. Dies sorgte gerade bei Sportlern, die die Uhr als Fitnesstracker verwenden wollten, für Unmut. Nach einer Kalibrierung der Apple Watch war die Anzeige zurückgelegter Wege auch ohne Verbindung zum iPhone möglich. Ab der Series 2 beinhaltet die Apple Watch einen GPS-Empfänger, somit ist auch eine Aufzeichnung der genauen Laufroute ohne iPhone möglich.
Ab der Apple Watch Serie 3 werden optional LTE und UMTS unterstützt.

### Hardwarekompatibilität
Die Apple Watch der 1. Generation ist mit dem iPhone 5 und nachfolgenden iPhones (ab iOS 8.2) kompatibel. Sie nutzt den stromsparenden Bluetooth-LE-Standard.
Für watchOS 4 und damit ausgelieferte Apple Watch Modelle (Series 1 und 3) ist ein iPhone mit iOS 11 oder höher erforderlich. Damit entfällt die Kompatibilität zu iPhone 5 und iPhone 5c.
Die Mobilfunk-fähige Variante der Apple Watch Series 3 setzt ein iPhone 6 oder neuer voraus.

### Programmierung von Apps
Apple liefert Entwicklern ein SDK namens „WatchKit“ für die Entwicklungsumgebung Xcode unter macOS.

### Akkulaufzeit
Der Lithium-Polymer-Akku der Apple Watch (1. Generation) speichert in der 38-mm-Version 205 mAh bei einer Spannung von 3,8 Volt. Das entspricht der Energie von 0,78 Wattstunden.
Eine Nutzung ist über circa 18 Stunden möglich. Dies überprüfte man mit 90 Display-Aktivierungen durch Armheben, 90 Benachrichtigungen, 45 Minuten App-Nutzung und 30 Minuten Training mit Musik über ein Bluetooth-Headset.
Die Akkulaufzeit bei Telefonaten soll bis zu drei Stunden betragen, bei Audiowiedergabe bis zu 6,5 Stunden. Benutzt man das Gerät als Armbanduhr, ohne Apps zu starten, kann die Laufzeit zwei Tage (48 Stunden) betragen. Eine leere Apple Watch komplett aufzuladen (auf 100 %), dauert 2,5 Stunden, zu 80 % 1,5 Stunden. Nach Unterschreiten eines bestimmten Akkustands kann die Uhrzeit noch viermal pro Stunde abgefragt werden.
Die Apple Watch Ultra (2022) schafft eine Akkulaufzeit von 36 bzw. 60 Stunden im Energiesparmodus, bei dem verschiedene Funktionen wie das Always-On-Display, Herzfrequenz-Messung und Workout-Erkennung deaktiviert werden.

### Einschränkungen
Tätowierungen können das Auslesen der Herzrate erschweren, da die Tinte, das Muster und die Dichte der Tätowierung das Licht des Sensors absorbieren.
Die LTE-Versionen unterstützen kein Roaming, sodass keine Verbindung mit dem Mobilfunk außerhalb des Netzes des eigenen Netzbetreibers erfolgt. Lediglich die Nutzung des Notrufs ist in einigen ausländischen Netzen ab der Series 5 möglich. Ab Herbst 2022 wird Roaming mit bestimmten Anbietern im Ausland möglich sein.

## Modelle
Die Apple Watch der 1. Generation war in drei Modellen erhältlich: ein reguläres („Apple Watch“) aus Edelstahl und Saphirglas, ein leichteres und stabileres für Sport und Fitness („Apple Watch Sport“) aus Aluminium und gehärtetem Glas, sowie ein Modell aus 18-karätigem Gelb- oder Roségold und Saphirglas („Apple Watch Edition“). In Kooperation mit dem Sportartikelhersteller Nike und dem Luxus-Modehersteller Hermès erschienen weitere Ableger der Apple Watch, die sich jeweils durch exklusive Ziffernblätter und Armbänder von den anderen Modellen unterscheiden. Jedes Modell gibt es in zwei verschiedenen Größen (38 und 42 mm, gemessen an der Höhe). Zudem gibt es sechs verschiedene Armbänder aus Leder, Kunststoff und Metall. Das 38-mm-Display hat 272 × 340 Pixel Auflösung und das 42-mm-Modell 312 × 390 Pixel. Die Seitenverhältnisse der Displays sind demnach 4:5. Das Ion-X-Display der Apple Watch Sport kann mit einem sehr scharfen und harten Material beschädigt werden, wogegen die Apple Watch mit Saphirglas stärksten Einwirkungen standhält.
Ausgeliefert werden die Geräte mit der Armbandgröße (S/M und M/L) in gleicher Farbe (nur das gelochte Armbandteil ist zweimal vorhanden). Die anderen Versionen enthalten ein Armband im Lieferumfang.
Die Apple Watch Series 1 und Series 2 stellen die zweite Generation der Apple Watch dar. Die Apple Watch Series 2 zeichnet sich vor allem durch ihren Dual-Core-SoC Apple S2, die GPS-Integration und eine IP68-Zertifizierung aus. Darüber hinaus wurde das Goldgehäuse der Apple Watch Edition durch eines aus Keramik ersetzt. Die Series 1 ersetzt die erste Generation der Apple Watch und zeichnet sich vor allem durch einen von 520 MHz auf 780 MHz verbesserten Prozessor aus. Beide Modelle wurden am 7. September 2016 vorgestellt und waren ab dem 16. September 2016 erhältlich.
Die wichtigste Neuerung der Apple Watch Series 3 stellt die optionale Unterstützung von LTE mit Hilfe einer eSIM dar, womit beispielsweise Telefonate ohne die Verbindung mit einem iPhone möglich werden. Auch werden die bisherigen Funktionen durch einen Höhenmesser ergänzt. Die Apple Watch Series 3 wurde am 12. September 2017 vorgestellt und ist seit dem 22. September 2017 erhältlich.
Mit Apple Watch Series 4 wurde die Displaygröße verändert. Es gibt ein 40-mm-Display mit 324 x 394 Pixeln Auflösung und ein 44-mm-Display mit 368 × 448 Pixel. Auch zeichnet die Apple Watch seither Elektrokardiogramme (EKG) auf und gibt Hinweise auf Herzprobleme wie Vorhofflimmern. Bei eingestelltem Alter ab 60 erkennt sie Stürze und ruft Notdienste. Die Apple Watch Series 4 wurde am 12. September 2018 vorgestellt und war seit dem 21. September 2018 erhältlich.
Ab Apple Watch Series 5 ist ein Kompass enthalten. Zudem ist das Display dauerhaft aktiv, wobei das Always-on-Display dann mit reduzierter Helligkeit und Wiederholfrequenz und weniger Details arbeitet (beispielsweise Ausblenden des Sekundenzeigers), um Strom zu sparen. Vorgängermodelle aktivierten das Display nur, wenn die Uhr bewegt oder angetippt wurde. Daneben wird ab der Series 5 Apple CarKey unterstützt. Nach der Vorstellung der Apple Watch Series 5 am 10. September 2019 war sie ab dem 20. September 2019 erhältlich.
Mit der Apple Watch Series 6 halten ein Blutsauerstoffsensor (sO2-Sensor) und ein verbessertes Always-on-Display Einzug. Für die Aluminiummodelle stehen mit Blau und Rot nun neue Farben zur Verfügung. Die aus Keramik gefertigte Apple Watch Edition wurde gestrichen. Die Apple Watch SE soll eine preisgünstige Alternative darstellen, verzichtet allerdings dabei auf das Always-on-Display, das EKG und den Blutsauerstoffsensor. Als Prozessor wird der Apple S5 aus der Apple Watch Series 5 genutzt. Beide Modelle sind die ersten, die auf die Force-Touch-Funktion verzichten. Mit watchOS 7 wurde diese Funktion auch aus den Vorgängermodellen, die das Update unterstützen, entfernt. Beide Modelle wurden am 15. September 2020 vorgestellt und sind seit dem 18. September 2020 erhältlich.
Bei der Apple Watch 7 wurden neue Größen vorgestellt, und das Design leicht verändert. Die Smartwatch ist in den zwei neuen Größen 41 und 45 mm erhältlich und damit jeweils einen Millimeter gewachsen. Der Rahmen wurde noch etwas mehr abgerundet, und das Display ist im Rahmen noch besser integriert worden, außerdem konnten die Displayränder noch einmal deutlich verkleinert werden. Neue Sensoren im Vergleich zur Vorgängergeneration hat die Watch 7 allerdings nicht. Den Akku hat Apple aber verbessert, die Smartwatch kann nun 33 % schneller aufladen, sie lädt von Null auf 80 % in 45 Minuten. Die Apple Watch 7 verfügt über ein stabileres Display und Staubschutz, womit auch Mountainbiking möglich ist, außerdem bleibt das Always-on-Display jetzt heller. Auch wurden die neuen Farben Mitternacht, Polarstern, Dunkelgrün, Blau und Product(Red) in der Aluminiumversion vorgestellt, bei Edelstahl und Titanium bleiben die altbekannten Farben. Beide Modelle wurden am 14. September 2021 vorgestellt.

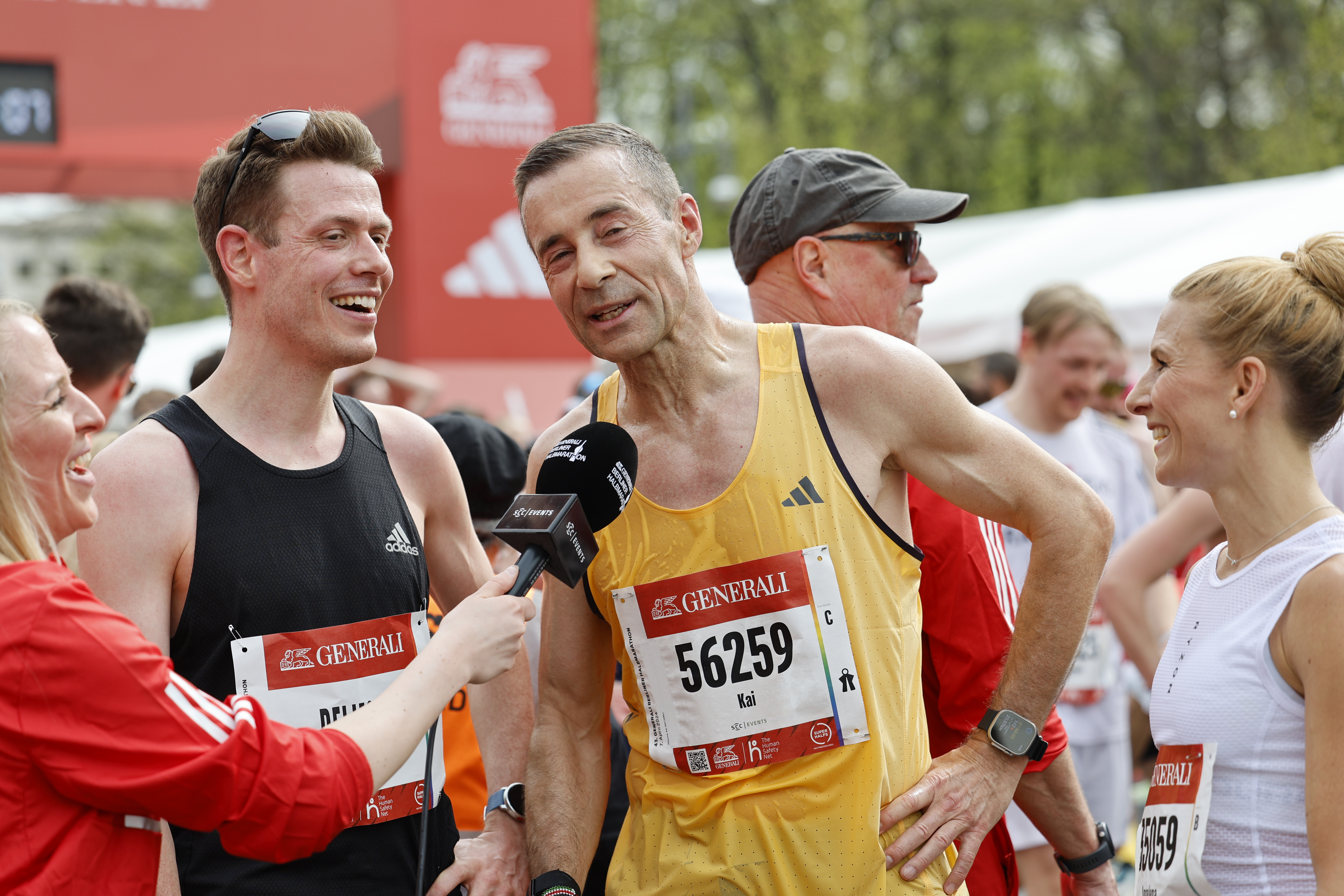
Kai Pflaume nach dem Berliner Halbmarathon mit einer Apple Watch Ultra, darauf sein Ergebnis (2024)

Die Apple Watch Series 8 ist vom Funktionsumfang und vom Design her sehr ähnlich zur Vorgängergeneration, die Smartwatch ist wieder in den zwei Größen 41 und 45 mm erhältlich. Neu ist die bereits aus den iPhone 14-Modellen bekannte Unfallerkennung, die durch zwei neue Bewegungssensoren ermöglicht wird und selbstständig Rettungskräfte rufen kann. Eine weitere neue Funktion ist die Temperaturerkennung, die vor allem bei der Zyklusüberwachung helfen soll. Die Smartwatch scannt in der Nacht die Temperatur in einem Abstand von fünf Sekunden, wobei bereits Temperaturunterschiede von 0,1 °C erkannt werden. Mit der Apple Watch SE 2022 wurde eine Nachfolgegeneration der Apple Watch SE 2020 vorgestellt. Bei der günstigeren Smartwatch verbaut Apple nun einen farblich angepassten Boden aus Nylon-Komposit anstatt wie bisher Keramik. Apple vermarktet dies als umweltfreundlich mit der Begründung, dass beim Herstellungsprozess 80 % weniger CO2 anfallen soll. Als Prozessor kommt wie auch bei der Apple Watch Series 8 und der Ultra der S8-Chip zum Einsatz. Auch die Watch SE verfügt über die neue Unfallerkennung. Die Smartwatch ist in den zwei Größen 40 und 44 mm erhältlich; ein Always-on-Display ist wieder nicht vorhanden. Neu eingeführt wurde 2022 die Apple Watch Ultra, die eine Outdoor-Smartwatch auch für extremere Bedingungen darstellen soll. So hebt sich durch einen Formfaktor von 49 mm, der wegen der relativ großen Größe auch ein Kritikpunkt ist, sowie einen Stoßschutz über der Krone, und einen zusätzlichen frei belegbaren haptischen Button in der Farbe International Orange, optisch ab. Die Apple Watch Ultra soll vor allem bei Extremsportarten wie Traillaufen und Bergsteigen unterstützen, auch soll sie über eine Drittanbieter-App einen Tauchcomputer ersetzen können. Weitere Funktionen der Outdoor-Smartwatch sind eine Kompass-App mit Rückwegfunktion und eine 86 Dezibel laute Sirene. Die Apple Watch Ultra ist ausschließlich in einer Gehäusefarbe, in Titan und mit Cellular Modul erhältlich. Die Smartwatch ist nach MIL-STD 810H zertifiziert und IP6X staubgeschützt. Die Apple Watch Ultra verfügt des Weiteren über Dual-Frequenz-GPS und die neue Unfallerkennung.
Die Apple Watch Series 9 behält das Design der Series 8, die wichtigste Neuerung ist der leistungsstärkere S9 SiP (System in Package) Chip, der eine verbesserte Performance und Energieeffizienz bietet. Dieser neue Chip ermöglicht auch eine verbesserte Helligkeit des Displays, die nun bis zu 2000 Nits erreichen kann, sowie eine neue Interaktionsgeste namens "Doppeltippen" (Double Tap), bei der Benutzer mit zwei Fingern tippen können, um bestimmte Aktionen auszuführen, ohne das Display zu berühren. Darüber hinaus wurde die Integration von Siri auf dem Gerät verbessert, wodurch Anfragen schneller und präziser verarbeitet werden können. Die Unfallerkennung und die Temperaturerkennung sind weiterhin vorhanden. Die Apple Watch Ultra 2 baut auf den Funktionen der ursprünglichen Apple Watch Ultra auf und ist ebenfalls mit dem S9 SiP Chip ausgestattet. Eine wesentliche Verbesserung ist die erhöhte Display-Helligkeit, die nun bis zu 3000 Nits erreichen kann, was sie zum hellsten Display macht, das Apple je in einer Smartwatch verbaut hat. Auch die Ultra 2 unterstützt die neue "Doppeltippen"-Geste und die verbesserte On-Device-Siri. Die erweiterten GPS-Funktionen, die Wasserdichtigkeit für Tauchen und die lange Batterielaufzeit bleiben erhalten.
Die Apple Watch Series 10 wurde zum zehnjährigen Jubiläum der Apple Watch mit einem neuen, dünneren Gehäusedesign und einem größeren, randloseren Display eingeführt. Die Smartwatch ist in den Größen 42 mm und 46 mm verfügbar. Das OLED-Display stellt das bisher größte in einer Apple Watch dar und bietet dank "Wide-Angle-OLED"-Technologie eine bis zu 40 % höhere Helligkeit. Angetrieben wird die Series 10 vom leistungsstärkeren S10 SiP-Chip, der für gesteigerte Performance und Energieeffizienz sorgt. Das Always-On-Display wurde optimiert, um jede Sekunde zu aktualisieren, was die Anzeige von Zifferblättern mit Sekundenzeiger im Always-On-Modus ohne signifikanten Einfluss auf die Akkulaufzeit ermöglicht. Neue Funktionen umfassen die Erkennung von Schlafapnoe (Diese Funktion besitzt mit watchOS 11, zudem auch die Apple Watch Series 9 und Ultra 2), einen Tiefenmesser und einen Wassertemperatur-Sensor, die zuvor den Ultra-Modellen vorbehalten waren. Bestehende Funktionen wie die Unfallerkennung, Temperaturerkennung für die Zyklusüberwachung und die EKG-Funktion wurden beibehalten. Die Series 10 ist das erste Modell, das von Beginn an auf die Force-Touch-Funktion verzichtet. Die verfügbaren Materialien umfassen Aluminium (in neuen Farben wie Silber, Roségold und Diamantschwarz) sowie eine neue Titan-Variante. Die Edelstahl-Variante wurde eingestellt. Die Apple Watch Ultra 2 wurde mit einer neuen „Titan Schwarz“ Farbe vorgestellt.

## Vergleich der Modelle
Verfügbare Geräte 
| Apple Watch                  | Apple Watch                  | Apple Watch                  | 3. Generation                                                              | 6. Generation                                        | 7. Generation                                        |
| Apple Watch                  | Apple Watch                  | Apple Watch                  | Series 3 ohne LTE & Series 3 + LTE                                         | SE ohne LTE & SE + LTE                               | Series 7 ohne LTE & Series 7 + LTE                   |
| ---------------------------- | ---------------------------- | ---------------------------- | -------------------------------------------------------------------------- | ---------------------------------------------------- | ---------------------------------------------------- |
| Systemchip (SoC)             | Systemchip (SoC)             | Systemchip (SoC)             | Apple S3                                                                   | Apple S6                                             | Apple S7                                             |
| GPS und GLONASS              | GPS und GLONASS              | GPS und GLONASS              | Integriert, einschließlich Galileo und QZSS                                | Integriert, einschließlich Galileo und QZSS          | Integriert, einschließlich Galileo und QZSS          |
| Mobilfunk (LTE / UMTS)       | Mobilfunk (LTE / UMTS)       | Mobilfunk (LTE / UMTS)       | Optional (eSIM)                                                            | Optional (eSIM)                                      | Optional (eSIM)                                      |
| Wasserbeständigkeit          | Wasserbeständigkeit          | Wasserbeständigkeit          | IP68 wasserdicht (bis zu 50 Meter)                                         | IP68 wasserdicht (bis zu 50 Meter)                   | IP68 wasserdicht (bis zu 50 Meter)                   |
| Drahtlosnetzwerk             | Drahtlosnetzwerk             | Drahtlosnetzwerk             | WiFi (802.11 b/g/n 2,4 GHz)                                                | WiFi (802.11 b/g/n 2,4 GHz)                          | WiFi (802.11 b/g/n 2,4 GHz + 5 GHz)                  |
| Bluetooth                    | Bluetooth                    | Bluetooth                    | Bluetooth 5.0                                                              | Bluetooth 5.0                                        | Bluetooth 5.0                                        |
| Pulsmesser                   | Pulsmesser                   | Pulsmesser                   | Ja                                                                         | Ja                                                   | Ja                                                   |
| Elektrokardiogramm           | Elektrokardiogramm           | Elektrokardiogramm           | Nein                                                                       | Ja                                                   | Ja                                                   |
| Sauerstoffsättigung          | Sauerstoffsättigung          | Sauerstoffsättigung          | Nein                                                                       | Nein                                                 | Ja                                                   |
| Kompass                      | Kompass                      | Kompass                      | Nein                                                                       | Ja                                                   | Ja                                                   |
| Beschleunigungssensor        | Beschleunigungssensor        | Beschleunigungssensor        | Ja                                                                         | Ja                                                   | Ja                                                   |
| Gyroskop                     | Gyroskop                     | Gyroskop                     | Ja                                                                         | Ja                                                   | Ja                                                   |
| Umgebungslichtsensor         | Umgebungslichtsensor         | Umgebungslichtsensor         | Ja                                                                         | Ja                                                   | Ja                                                   |
| Barometrische Höhenmessung   | Barometrische Höhenmessung   | Barometrische Höhenmessung   | Ja                                                                         | Ja                                                   | Ja                                                   |
| Display                      | Display                      | Display                      | OLED-Retina-Display (1000 cd·m−2) Force Touch (seit watchOS 7 deaktiviert) | LTPO-OLED-Retina Display (1000 cd·m−2)               | LTPO-OLED-Retina-Display Always On (1000 cd·m−2)     |
| Zentrale Recheneinheit (CPU) | Zentrale Recheneinheit (CPU) | Zentrale Recheneinheit (CPU) | Dual-Core                                                                  | 64‑Bit Dual‑Core                                     | 64‑Bit Dual‑Core                                     |
| Speicher                     | Speicher                     | Non-LTE                      | 8 GB                                                                       | 32 GB                                                | 32 GB                                                |
| Speicher                     | Speicher                     | LTE                          | 16 GB                                                                      | 32 GB                                                | 32 GB                                                |
| Arbeitsspeicher (RAM)        | Arbeitsspeicher (RAM)        | Arbeitsspeicher (RAM)        | 768 MB                                                                     | 1 GB                                                 | 1 GB                                                 |
| OS-Version                   | OS-Version                   | OS-Version                   | watchOS 4 bis 8.7.1                                                        | watchOS 7 bis 9.x                                    | watchOS 9.x                                          |
| Voraussetzung                | Voraussetzung                | Non-LTE                      | iPhone 5s oder später (iPhone mit iOS 11 oder neuer)                       | iPhone 6s oder später (iPhone mit iOS 14 oder neuer) | iPhone XS oder später (iPhone mit iOS 17 oder neuer) |
| Voraussetzung                | Voraussetzung                | LTE                          | iPhone 5s oder später (iPhone mit iOS 11 oder neuer)                       | iPhone 6s oder später (iPhone mit iOS 14 oder neuer) | iPhone XS oder später (iPhone mit iOS 17 oder neuer) |
| Abmessungen (HxBxT in mm)    | Abmessungen (HxBxT in mm)    | 38/40/41 mm                  | 38,6 × 33,3 × 11,4                                                         | 40,0 × 34,0 × 10,4                                   | 41,0 × 35,0 × 10,7                                   |
| Abmessungen (HxBxT in mm)    | Abmessungen (HxBxT in mm)    | 42/44/45 mm                  | 42,5 × 36,4 × 11,4                                                         | 44,0 × 38,0 × 10,4                                   | 45,0 × 38,0 × 10,7                                   |
| Gewicht (nur Gehäuse, in g)  | 38/40/41 mm                  | Aluminium                    | Non-LTE: 26,7 LTE: 28,7                                                    | Non-LTE: 30,49 LTE: 30,68                            | 32,0                                                 |
| Gewicht (nur Gehäuse, in g)  | 38/40/41 mm                  | Edelstahl                    | 42,4                                                                       |                                                      | 42,3                                                 |
| Gewicht (nur Gehäuse, in g)  | 38/40/41 mm                  | Keramik                      | 40,1                                                                       | kA                                                   |                                                      |
| Gewicht (nur Gehäuse, in g)  | 38/40/41 mm                  | Titan                        |                                                                            | kA                                                   |                                                      |
| Gewicht (nur Gehäuse, in g)  | 42/44/45 mm                  | Aluminium                    | Non-LTE: 32,3 LTE: 34,9                                                    | Non-LTE: 36,2 LTE: 36,36                             | 38,8                                                 |
| Gewicht (nur Gehäuse, in g)  | 42/44/45 mm                  | Edelstahl                    | 52,8                                                                       |                                                      | 51,5                                                 |
| Gewicht (nur Gehäuse, in g)  | 42/44/45 mm                  | Keramik                      | 46,4                                                                       | kA                                                   |                                                      |
| Gewicht (nur Gehäuse, in g)  | 42/44/45 mm                  | Titan                        |                                                                            | kA                                                   |                                                      |
| Apple Watch                  | Apple Watch                  | Apple Watch                  | Series 3 ohne LTE & Series 3 + LTE                                         | SE ohne LTE & SE + LTE                               | Series 7 ohne LTE & Series 7 + LTE                   |
| Quellen                      | Quellen                      | Quellen                      | [ 42 ] [ 43 ] [ 44 ] [ 45 ]                                                | [ 46 ]                                               |                                                      |

 Verkauf eingestellt 
| Apple Watch                  | Apple Watch                  | Apple Watch                  | 1. Generation                                | 1. Generation                                       | 2. Generation                                                              | 3. Generation                                                              | 4. Generation                                                                   | 5. Generation                                                                             | 6. Generation                                        |
| Apple Watch                  | Apple Watch                  | Apple Watch                  | Original (inoffiziell als Series 0 bekannt)  | Series 1                                            | Series 2                                                                   | Series 3                                                                   | Series 4 ohne LTE & Series 4 + LTE                                              | Series 5 ohne LTE & Series 5 + LTE                                                        | Series 6                                             |
| ---------------------------- | ---------------------------- | ---------------------------- | -------------------------------------------- | --------------------------------------------------- | -------------------------------------------------------------------------- | -------------------------------------------------------------------------- | ------------------------------------------------------------------------------- | ----------------------------------------------------------------------------------------- | ---------------------------------------------------- |
| Systemchip (SoC)             | Systemchip (SoC)             | Systemchip (SoC)             | Apple S1                                     | Apple S1P                                           | Apple S2                                                                   | Apple S3                                                                   | Apple S4                                                                        | Apple S5                                                                                  | Apple S6                                             |
| GPS und GLONASS              | GPS und GLONASS              | GPS und GLONASS              | Nein                                         | Nein                                                | Integriert                                                                 | Integriert, einschließlich Galileo und QZSS                                | Integriert, einschließlich Galileo und QZSS                                     | Integriert, einschließlich Galileo und QZSS                                               | Integriert, einschließlich Galileo und QZSS          |
| Mobilfunk (LTE / UMTS)       | Mobilfunk (LTE / UMTS)       | Mobilfunk (LTE / UMTS)       | Nein                                         | Nein                                                | Nein                                                                       | Optional (eSIM)                                                            | Optional (eSIM)                                                                 | Optional (eSIM)                                                                           | Optional (eSIM)                                      |
| Wasserbeständigkeit          | Wasserbeständigkeit          | Wasserbeständigkeit          | IP67 spritzwassergeschützt (bis zu 1 Meter)  | IP67 spritzwassergeschützt (bis zu 1 Meter)         | IP68 wasserdicht (bis zu 50 Meter)                                         | IP68 wasserdicht (bis zu 50 Meter)                                         | IP68 wasserdicht (bis zu 50 Meter)                                              | IP68 wasserdicht (bis zu 50 Meter)                                                        | IP68 wasserdicht (bis zu 50 Meter)                   |
| Drahtlosnetzwerk             | Drahtlosnetzwerk             | Drahtlosnetzwerk             | WiFi (802.11 b/g/n 2,4 GHz)                  | WiFi (802.11 b/g/n 2,4 GHz)                         | WiFi (802.11 b/g/n 2,4 GHz)                                                | WiFi (802.11 b/g/n 2,4 GHz)                                                | WiFi (802.11 b/g/n 2,4 GHz)                                                     | WiFi (802.11 b/g/n 2,4 GHz)                                                               | WiFi (802.11 b/g/n 2,4 GHz + 5 GHz)                  |
| Bluetooth                    | Bluetooth                    | Bluetooth                    | Bluetooth 4.0                                | Bluetooth 4.0 / Bluetooth 4.2                       | Bluetooth 4.0                                                              | Bluetooth 5.0                                                              | Bluetooth 5.0                                                                   | Bluetooth 5.0                                                                             | Bluetooth 5.0                                        |
| Pulsmesser                   | Pulsmesser                   | Pulsmesser                   | Ja                                           | Ja                                                  | Ja                                                                         | Ja                                                                         | Ja                                                                              | Ja                                                                                        | Ja                                                   |
| Elektrokardiogramm           | Elektrokardiogramm           | Elektrokardiogramm           | Nein                                         | Nein                                                | Nein                                                                       | Nein                                                                       | Ja                                                                              | Ja                                                                                        | Ja                                                   |
| Sauerstoffsättigung          | Sauerstoffsättigung          | Sauerstoffsättigung          | Nein                                         | Nein                                                | Nein                                                                       | Nein                                                                       | Nein                                                                            | Nein                                                                                      | Ja                                                   |
| Kompass                      | Kompass                      | Kompass                      | Nein                                         | Nein                                                | Nein                                                                       | Nein                                                                       | Nein                                                                            | Ja                                                                                        | Ja                                                   |
| Beschleunigungssensor        | Beschleunigungssensor        | Beschleunigungssensor        | Ja                                           | Ja                                                  | Ja                                                                         | Ja                                                                         | Ja                                                                              | Ja                                                                                        | Ja                                                   |
| Gyroskop                     | Gyroskop                     | Gyroskop                     | Ja                                           | Ja                                                  | Ja                                                                         | Ja                                                                         | Ja                                                                              | Ja                                                                                        | Ja                                                   |
| Umgebungslichtsensor         | Umgebungslichtsensor         | Umgebungslichtsensor         | Ja                                           | Ja                                                  | Ja                                                                         | Ja                                                                         | Ja                                                                              | Ja                                                                                        | Ja                                                   |
| Barometrische Höhenmessung   | Barometrische Höhenmessung   | Barometrische Höhenmessung   | Nein                                         | Nein                                                | Nein                                                                       | Ja                                                                         | Ja                                                                              | Ja                                                                                        | Ja                                                   |
| Display                      | Display                      | Display                      | OLED Retina-Display (450 cd·m−2) Force Touch | OLED Retina-Display (450 cd·m−2) Force Touch        | OLED-Retina-Display (1000 cd·m−2) Force Touch (seit watchOS 7 deaktiviert) | OLED-Retina-Display (1000 cd·m−2) Force Touch (seit watchOS 7 deaktiviert) | LTPO-OLED-Retina-Display (1000 cd·m−2) Force Touch (seit watchOS 7 deaktiviert) | LTPO-OLED-Retina-Display Always On (1000 cd·m−2) Force Touch (seit watchOS 7 deaktiviert) | LTPO-OLED-Retina-Display Always On (1000 cd·m−2)     |
| Zentrale Recheneinheit (CPU) | Zentrale Recheneinheit (CPU) | Zentrale Recheneinheit (CPU) | 520 MHz Single-Core                          | 780 MHz Dual-Core                                   | 780 MHz Dual-Core                                                          | Dual-Core                                                                  | 64‑Bit Dual‑Core                                                                | 64‑Bit Dual‑Core                                                                          | 64‑Bit Dual‑Core                                     |
| Speicher                     | Speicher                     | Non-LTE                      | 8 GB                                         | 8 GB                                                | 8 GB                                                                       | 8 GB                                                                       | 16 GB                                                                           | 32 GB                                                                                     | 32 GB                                                |
| Speicher                     | Speicher                     | LTE                          |                                              |                                                     |                                                                            | 16 GB                                                                      | 16 GB                                                                           | 32 GB                                                                                     | 32 GB                                                |
| Arbeitsspeicher (RAM)        | Arbeitsspeicher (RAM)        | Arbeitsspeicher (RAM)        | 512 MB                                       | 512 MB                                              | 512 MB                                                                     | 768 MB                                                                     | 1 GB                                                                            | 1 GB                                                                                      | 1 GB                                                 |
| OS-Version                   | OS-Version                   | OS-Version                   | watchOS 1 bis 4.3.2                          | watchOS 3.2.2 bis 6.3                               | watchOS 3.2.2 bis 6.3                                                      | watchOS 4 bis 8.7.1                                                        | watchOS 5 bis 9                                                                 | watchOS 6 bis 9                                                                           | watchOS 7 bis 9.x                                    |
| Voraussetzung                | Voraussetzung                | Non-LTE                      | iPhone 5 oder später (iOS 8.2 oder später)   | iPhone 5 oder später (iPhone mit iOS 10 oder neuer) | iPhone 5 oder später (iPhone mit iOS 10 oder neuer)                        | iPhone 5s oder später (iPhone mit iOS 11 oder neuer)                       | iPhone 5s oder später (iPhone mit iOS 12 oder neuer)                            | iPhone 6s oder später (iPhone mit iOS 13 oder neuer)                                      | iPhone 6s oder später (iPhone mit iOS 14 oder neuer) |
| Voraussetzung                | Voraussetzung                | LTE                          |                                              |                                                     |                                                                            | iPhone 5s oder später (iPhone mit iOS 11 oder neuer)                       | iPhone 5s oder später (iPhone mit iOS 12 oder neuer)                            | iPhone 6s oder später (iPhone mit iOS 13 oder neuer)                                      | iPhone 6s oder später (iPhone mit iOS 14 oder neuer) |
| Abmessungen (HxBxT in mm)    | 38/40 mm                     | 38/40 mm                     | 38,6 × 33,3 × 10,5                           | 38,6 × 33,3 × 10,5                                  | 38,6 × 33,3 × 11,4                                                         | 38,6 × 33,3 × 11,4                                                         | 40,0 × 34,0 × 10,7                                                              | 40,0 × 34,0 × 10,7                                                                        | 40,0 × 34,0 × 10,4                                   |
| Abmessungen (HxBxT in mm)    | 42/44 mm                     | 42/44 mm                     | 42,0 × 35,9 × 10,5                           | 42,0 × 35,9 × 10,5                                  | 42,5 × 36,4 × 11,4                                                         | 42,5 × 36,4 × 11,4                                                         | 44,0 × 38,0 × 10,7                                                              | 44,0 × 38,0 × 10,7                                                                        | 44,0 × 38,0 × 10,4                                   |
| Gewicht (nur Gehäuse, in g)  | 38/40 mm                     | Aluminium                    |                                              | 25                                                  | 28,2                                                                       | Non-LTE: 26,7 LTE: 28,7                                                    | 30,1                                                                            | 30,8                                                                                      | 30,5                                                 |
| Gewicht (nur Gehäuse, in g)  | 38/40 mm                     | Edelstahl                    | 40                                           |                                                     | 41,9                                                                       | 42,4                                                                       | 39,8                                                                            | 40,6                                                                                      | 39,7                                                 |
| Gewicht (nur Gehäuse, in g)  | 38/40 mm                     | Keramik                      |                                              | 39,6                                                | 40,1                                                                       |                                                                            | 39,7                                                                            | kA                                                                                        |                                                      |
| Gewicht (nur Gehäuse, in g)  | 38/40 mm                     | Titan                        |                                              |                                                     |                                                                            |                                                                            |                                                                                 | 35,1                                                                                      | 34,6                                                 |
| Gewicht (nur Gehäuse, in g)  | 42/44 mm                     | Aluminium                    |                                              | 30                                                  | 34,2                                                                       | Non-LTE: 32,3 LTE: 34,9                                                    | 36,7                                                                            | 36,5                                                                                      | 36,5                                                 |
| Gewicht (nur Gehäuse, in g)  | 42/44 mm                     | Edelstahl                    | 50                                           |                                                     | 52,4                                                                       | 52,8                                                                       | 47,9                                                                            | 47,8                                                                                      | 47,1                                                 |
| Gewicht (nur Gehäuse, in g)  | 42/44 mm                     | Keramik                      |                                              | 45,6                                                | 46,4                                                                       |                                                                            | 46,7                                                                            | kA                                                                                        |                                                      |
| Gewicht (nur Gehäuse, in g)  | 42/44 mm                     | Titan                        |                                              |                                                     |                                                                            |                                                                            |                                                                                 | 41,7                                                                                      | 41,3                                                 |
| Apple Watch                  | Apple Watch                  | Apple Watch                  | Original (inoffiziell als Series 0 bekannt)  | Series 1                                            | Series 2                                                                   | Series 3 ohne LTE & Series 3 + LTE                                         | Series 4 ohne LTE & Series 4 + LTE                                              | Series 5 ohne LTE & Series 5 + LTE                                                        | Series 6 ohne LTE & Series 6 + LTE                   |
| Quellen                      | Quellen                      | Quellen                      | [ 48 ] [ 49 ]                                | [ 48 ] [ 50 ]                                       | [ 43 ] [ 44 ] [ 51 ]                                                       |                                                                            | [ 42 ] [ 52 ]                                                                   | [ 53 ]                                                                                    | [ 54 ]                                               |

## Medizinische Anwendung
Seit der Apple Watch Series 4 ist es möglich – abhängig von länderspezifischer Regulatorik – 1-Kanal-EKG-Aufzeichnungen vom Ableitungstyp 1 (linker oder rechter Arm) von 30-sekündiger Dauer anzufertigen und das Messergebnis als PDF-Datei auf ein iPhone zu exportieren.

## Medizinische Risiken für ICD- und Herzschrittmacher-Träger
Verschiedene Armbänder der Apple Watch oder eines Fitbit-Armbandes können im Verschluss mit einem relativ kräftigen Magneten ausgestattet sein. Die Feldstärke dieser Magnete ist so stark, dass sie die lebensrettende Schockfunktion von implantierbaren Kardioverter-Defibrillatoren (ICD) deaktivieren könnten, wenn sich Handgelenk und Verschluss in der Nähe des ICD befinden. Ein derartiges Ereignis wurde in der Zeitschrift Heart Rhythm detailliert beschrieben. Ähnlich lebensgefährlich wäre bei konventionellen Schrittmachern ein Umschalten in den D00/V00-Modus. Es wurden Versuche durchgeführt, um zu ermitteln, welche Abstände kritisch seien. Maximale Abstände in cm, bei denen verschiedene Magnete den implantierten Kardioverter-Defibrillator deaktivieren könnten: Fitbit-Armband 2,4 cm, Apple-Watch-Armband 2,0 cm. Die Patienten sollten über dieses Risiko aufgeklärt werden und darauf hingewiesen werden, dass sie ihre Armbänder mindestens 15 cm von ihren kardiologischen Geräten entfernt halten und sie nicht zum Schlafen tragen sollten.

## Reaktionen
Erste Reaktionen auf die Apple Watch waren sehr unterschiedlich. Walter Mossberg lobte die Benutzeroberfläche als „einfach und schlau“. Der Schweizer Journalist und Uhrenexperte Rafael Zeier nannte sie „eine originelle, moderne und faszinierende Armbanduhr“ und einen „Handgelenk-Computer mit Stärken und etwas mehr Schwächen“.
Die Apple Watch wurde am 27. Februar 2015 in München mit dem iF Design Award 2015 in Gold ausgezeichnet.
Die Zeitschrift test der Stiftung Warentest (Ausgabe 05/2021) kam zu dem Ergebnis, dass sechs der getesteten Smartwatches, darunter zwei Apple Watches (Apple Watch Series 6 und Apple Watch SE) das Prädikat „gut“ verdienten („Apple Watch Series 6 bleibt Testsieger“). Die Apple Watch Series 6 messe Fitnessdaten (Kalorienverbrauch und Puls) genauer als alle anderen.

## Namensgebung
Apple hatte in der Vergangenheit daran gearbeitet, für ihre Smartwatch die Marke iWatch zu schützen. Dabei kam es zu Problemen mit der geschützten Marke iSwatch des Schweizer Uhrenherstellers Swatch. Somit entschied sich Apple für den Namen „Apple Watch“.

## Verkäufe
Laut der Marktforschungsfirma Canalys mag Apple im Jahr 2017 rund 18 Millionen Apple Watches verkauft haben. Laut IDC soll Apple im Schlussquartal 2017 mehr Uhren verkauft haben als die Schweizer Uhrenindustrie zusammen. Apple ist damit weltgrößter Uhrenhersteller. Im Jahre 2019 war Apple deutlicher Marktführer im Bereich Smartwatches.